# Liriomyza lima
Liriomyza lima este o specie de muște din genul Liriomyza, familia Agromyzidae, descrisă de Axel Leonard Melander în anul 1913. Conform Catalogue of Life specia Liriomyza lima nu are subspecii cunoscute.